# Global File System
Il Global File System (GFS) è un filesystem distribuito dedicato ai computer cluster su Linux.
GFS è diverso da altri filesystem distribuiti, come AFS, Coda o Intermezzo, in quanto permette l'accesso concorrente di più nodi allo stesso dispositivo. Non ha una modalità off-line, e non esistono ruoli client o server in quanto ogni nodo è equivalente agli altri.
Fibre Channel, Internet Small Computer Systems Interface (iSCSI) e AoE sono i protocolli più usati per la gestione dei dispositivi in una rete GFS.

## Storia
GFS venne originariamente sviluppato come parte di una tesi di laurea presso l'Università del Minnesota. Venne implementato dalla Sistina Software, ove per un certo periodo venne distribuito come progetto open source. Nel 2001 Sistina decise di fare di GFS un prodotto commerciale, senza pubblicarlo più sotto una licenza libera. OpenGFS venne mantenuto a partire dall'ultima release pubblica di GFS.
Nel dicembre 2003 Red Hat ha acquistato Sistina e, nel giugno 2004, ha pubblicato GFS sotto licenza GPL.